# Chak Bansberia
Chak Bansberia è una suddivisione dell'India, classificata come census town, di 7.336 abitanti, situata nel distretto di Hooghly, nello stato federato del Bengala Occidentale. In base al numero di abitanti la città rientra nella classe V (da 5.000 a 9.999 persone).

## Geografia fisica
La città è situata a 22° 58' 23 N e 88° 22' 27 E.

## Società

### Evoluzione demografica
Al censimento del 2001 la popolazione di Chak Bansberia assommava a 7.336 persone, delle quali 3.906 maschi e 3.430 femmine. I bambini di età inferiore o uguale ai sei anni assommavano a 1.218, dei quali 643 maschi e 575 femmine. Infine, coloro che erano in grado di saper almeno leggere e scrivere erano 3.588, dei quali 2.239 maschi e 1.349 femmine.